# Qaqqannalik
Qaqqannalik, tidigare benämnd Forder Island, är en ö i Kanada.   Den ligger i territoriet Nunavut, i den östra delen av landet, 2 000 km norr om huvudstaden Ottawa.